# Mühlenberg (Kirchmöser)
Der Mühlenberg ist ein 60,6 m ü. NHN hoher Berg in Brandenburg. Er ist eiszeitlich gebildet und gehört zur Karower Platte. Er liegt in der Stadt Brandenburg an der Havel unweit des Ortsteils Kirchmöser. Im 19. Jahrhundert befand sich auf dem Berg eine optische Telegraphenstation. Außerdem konnte am Berg ein Gräberfeld archäologisch gesichert werden, dessen Fundstellen als Bodendenkmal unter Schutz gestellt sind.

## Morphologie
Der Mühlenberg als Teil der Karower Platte entstand während der letzten, der Weichselkaltzeit. Er wurde durch von Nordosten nach Mitteleuropa vordringende Eismassen geformt. Die Karower Platte zeichnet noch heute mit der Zauche die Haupteisrandlage der Brandenburg-Phase nach. Der Mühlenberg wurde jedoch nicht in dieser, sondern in der ersten rückwärtigen Eisrandlage, der Eisrandlage 1a bei einem wiederholten Vorstoß des Gletschereises gebildet, zu der auch die Zolchberge zwischen Kirchmöser und Wusterwitz und der Gollwitzer Berg als höchste Erhebung der Karower Platte gehören.

## Geschichte

### Gräberfeld

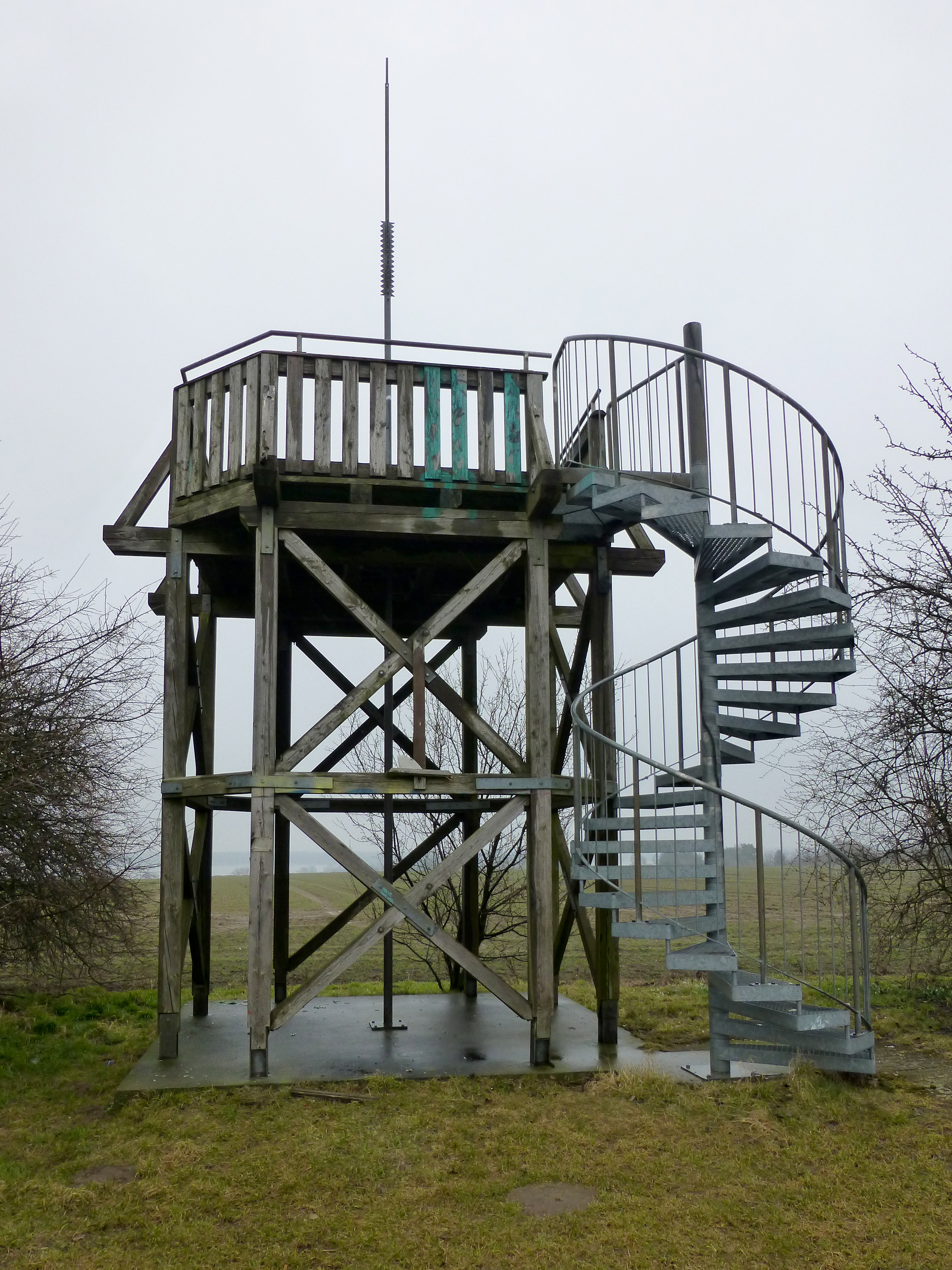
Aussichtsturm auf dem Mühlenberg

Am Mühlenberg wurde ein Urnengräberfeld mit Gräbern aus der Spätbronzezeit und der Eisenzeit entdeckt. Diese gehörten zu einer etwa einen halben Kilometer nördlich im Bereich der heutigen Wohnlage Kirchmöser Dorf befindlichen Siedlung. Die genaue Größe des Gräberfeldes kann nicht mehr abgeschätzt werden, da die Anlage im späten 19. und frühen 20. Jahrhundert systematisch von Grabräubern geplündert wurde. Erhaltene Urnen befinden sich heute im Besitz des Stadtmuseums Brandenburg an der Havel, des Kreismuseums Jerichower Land in Genthin und eines Museums in Bremen.

### Mühlenberg
Aufgrund seiner erhöhten und ortsnahen Lage wurde auf dem Mühlenberg namensgebend eine Bockwindmühle errichtet. Diese stand nicht auf dem höchsten Punkt des Berges, sondern auf einer 350 m nordnordöstlich gelegenen 57,8 m hohen Nebenkuppe. Sie wurde 1738 errichtet und bestand bis 1931. 1998 wurde am Standort der alten Mühle durch den Verein "pro Kirchmöser" e.V. ein kleiner Aussichtsturm errichtet. Der etwa 5,5 Meter hohe Holzturm ist über eine seitlich angebaute Stahlwendeltreppe zugänglich.

### Telegrafenberg
Zwischen 1832 und 1852 stand auf dem Mühlenberg ein Preußischer optischer Telegraf als Teil einer optischen Telegrafenverbindung zwischen Berlin und Koblenz. Die Standorte der einzelnen Telegrafenstationen, zu denen beispielsweise auch der Potsdamer Telegrafenberg und der Brandenburger Marienberg gehörten, wurden der besseren Sichtbarkeit wegen vorzugsweise auf erhöhten Plateaus gewählt und die Kommunikation wurde über schwenkbare Flügel bewerkstelligt. Auf dem Mühlenberg wurde die Telegrafenstation 8 der Verbindung errichtet. Der optische Telegraf wurde später durch die elektromagnetische Telegrafie abgelöst. Nach dem Abriss existieren nur noch Bruchstücke der Station.